# G-21 (航空機)
グラマン G-21 グース
米海軍のJRF-5(1942年)
- 用途：輸送・哨戒用 水陸両用飛行艇
- 製造者：グラマン
- 運用者

  -  アメリカ合衆国（アメリカ海軍、アメリカ陸軍航空隊)
  -  イギリス（イギリス海軍）
  -  カナダ（カナダ空軍） など
- 初飛行：1937年
- 生産数：345機
- ユニットコスト：62,180 US$(JRF-6B,1942年)

グラマン G-21 グース（英語: Grumman G-21 Goose）は、グラマン社によって設計・製造された水陸両用飛行艇である。グースは英語で雁を指す。
当初はロングアイランドからマンハッタンに通勤する富豪のための8座飛行艇として設計された。本機はグラマン社最初の単葉機であり、また最初の双発機でもあり、さらに最初に民間用にも設計された航空機だった。
第二次世界大戦の間、本機は米軍や米沿岸警備隊だけではなく、ほかの連合国にも提供され、輸送任務などで活用された。大戦の間、本機は多くの戦闘と訓練の役割を引き受けた。戦後も使い勝手の良い輸送機として使用され続けている。

## 設計・開発

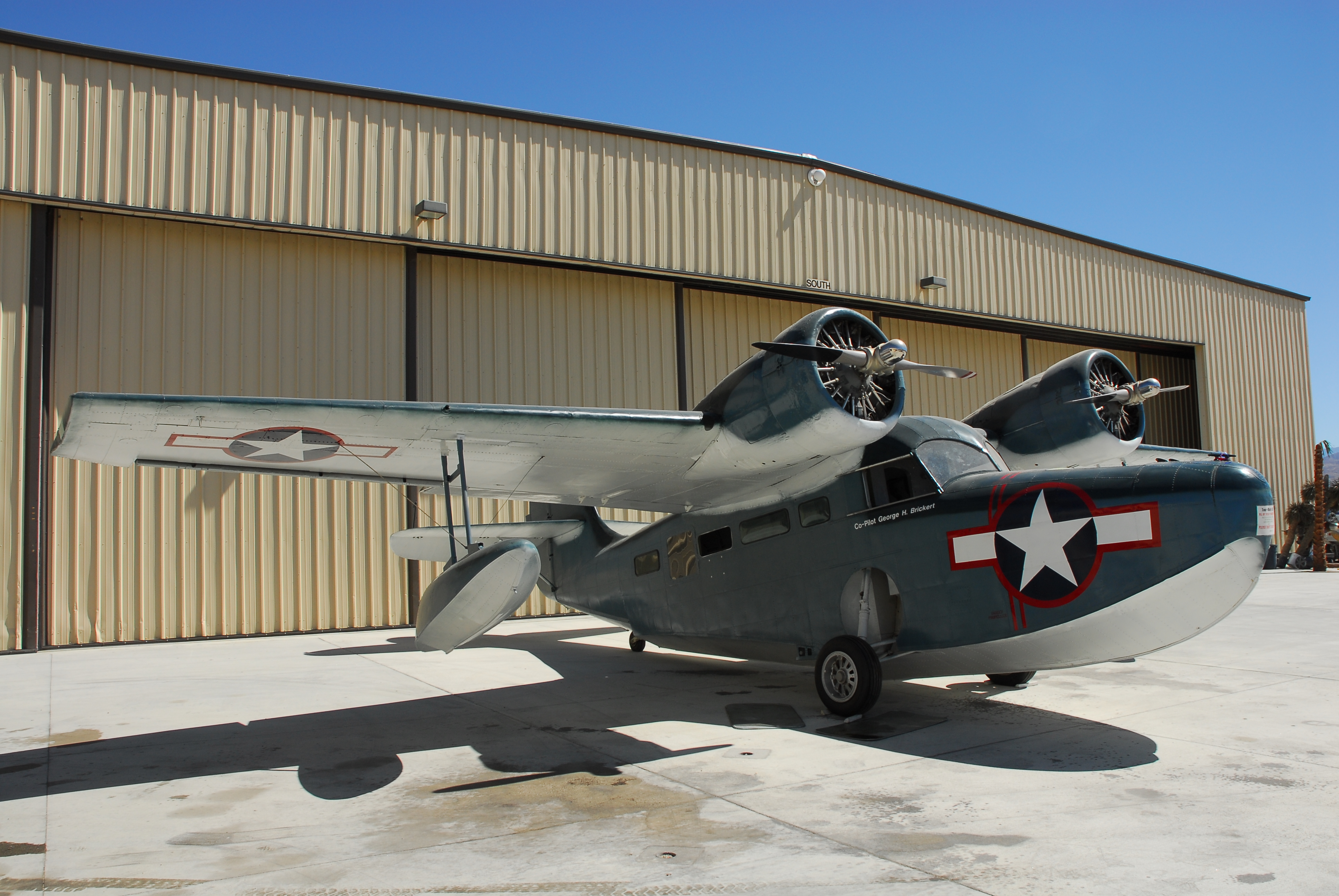
米海軍JRF-1の塗装をされた、元英海軍JRF-6B。

1936年、E・ローランド・ハリマンを含むロングアイランドの富豪グループは、自分たちがニューヨークへ飛ぶための飛行機の開発をグラマンに依頼した 。グラマンは、軽量な水陸両用の輸送飛行艇としてG-21を設計した。グラマンの無骨な設計陣は、フラップなどの一部を除いてほぼ全金属製の高翼単葉機を作った。双発のプラット・アンド・ホイットニー R-985エンジン（450馬力 (340 kW)、空冷9気筒星型）は、主翼前縁に取り付けられた。深い胴体は船体としても機能し、手動引き込み式の着陸装置が装備されていた。
1937年5月29日に試作機の初飛行が行われた。
機体内部のスペースには余裕があり、輸送や旅客用途に適していた。水陸両用機であったため、多くの場所へ飛ぶことが可能だった。G-21は水陸両用旅客機として製造販売された。

### 改良

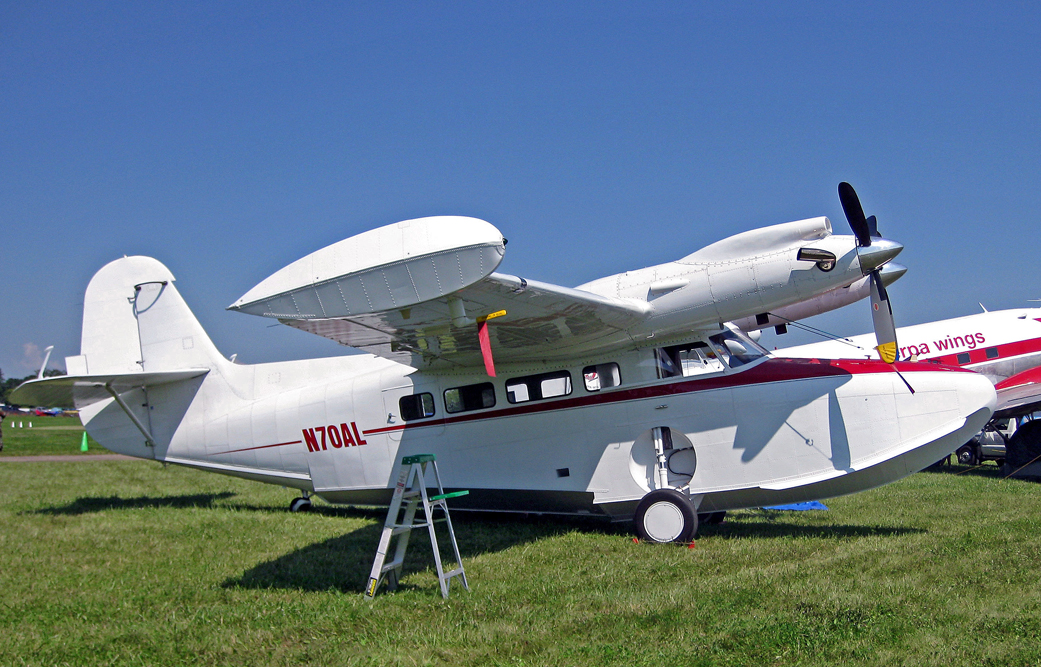
マッキノン G-21G ターボ グース

#### マッキノン
本機には多くの改良型が作られたが、最も多く作ったのはオレゴン州サンディのマッキノン・エンタープライゼス社だった。マッキノンはG-21シリーズ改良のため、21の補足認定証明(STCs)を取得、4か所の変更を施し、FAA型式認証(TC no. 4A24)の再認証を受けた。マッキノン最初の型式G-21Cは、エンジンを旧型のR-985から4発のライコミングGSO-480-B2D6に換装した。G-21Cは1958年11月7日、TC no. 4A24として承認され、翌1959年にかけて2機の試作機が作られた。
2番目のマッキノンの改良機モデルG-21Dの、G-21Cからの変更点は、機首部分の36インチ（91cm）、および水平尾翼と昇降舵の12インチ（30cm）の拡大だった。G-21Dの拡張された機首部分には両側に2つの窓が設けられ、4つの補助席が収容可能だった。1機だけのG-21DがG-21Cからの改造で作られ、のちにタービンエンジンを搭載し、「ターボプロップ・グース」の愛称で呼ばれた。
G-21Dのタービン換装の後に、マッキノンは、TC No.654として認定されていた、オリジナルのグラマンG-21Aに、同じ550shpのプラット&ホイットニーPT6A-20エンジンを取り付けるために、STC(SA1589WE)を開発した。1967年2機のG-21Aが「ハイブリッド」タービン搭載に変更された。この2機は他にも多くのマッキノン改良機同様の改良を施されたので、後に作られたマキノン・タービン換装型のG-21Eと混同されたが、公式にはマッキノンTC 4A24として再認定されることは無く、形式名TC No.654の「グラマンG-21A」のままだった。
2機の「ハイブリッド」G-21Aのタービン変換を終えた1968年に、マッキノンは他の2機のG-21Aを、再認定されたG-21C(TC 4A24)同様のタービン構成でSTC SA1320WEタービンを採用して改良した。
しかし、G-21C設計の一部である、4台のライコニングGSO-480シリーズピストン・エンジンからのタービン・エンジン移植に関係なかったいくつかの構造的な内部の補強を欠いていたようで、その結果最大総重量10,500ポンド(4769kg)まで動くことは公認された。マッキノンはこれらのG-21Cを「ハイブリッド」と呼んだ。しかし1年後にそれらはFAAによって TC 4A24 の新しい型式として認定された。
マッキノンの3番目のモデル、G-21Eは、前のG-21C「ハイブリッド」の改良を基にした。当初はG-21Dに使用したのと同じ改良タービン、双発550shp PT6A-20ターボプロップ機で認定された。その後G-21Gの承認後、680shpプラット&ホイットニー・カナダPT6A-27エンジンをG-21Eのオプションとして承認した。実際に制作・再認定された唯一の例として、より強力なPT6A-27エンジンを搭載したG-21Eがあった。
マッキノンの最終モデル、G-21Gは、1969年8月29日にTC no.4A24のセクション4としてFAAに認定された。
G-21Gは、総重量12,500ポンドの前モデルG-21C,Dを全面的に構造強化し、レーダーノーズ、巻きこみ式フロントガラス、翼内に格納する可動式フロート、見やすいキャビンの窓などの特徴を備え、より強力なPT6A-27タービンエンジンや他の細部変更を施し、究極のマッキノングース改良型を制作した。

#### 新しい計画
2007年11月、ノースカロライナ州ギブソンヴィラの「アンティルズ・シープレーンズ」社が、マッキノンG-21Gターボグースの改良型を、アンティルズG-21Gスーパーグースとして再生産すると発表した。G-21GのPT6A-27エンジンを、定格680hspのプラット&ホイトニー カナダ PT6A-34ターボプロップに置き換え、機体システムや最新式の電子機器を装備し、新しいパネル、計装、コックピットディスプレイに更新され、最初の試作機は現在組み立て中であるとされた。
しかし2009年アンティルズ・シープレーンズ社の生産工場は差し押さえられ、競売にかけられた。新しいグース生産計画の運命は不明である。

## 運用歴

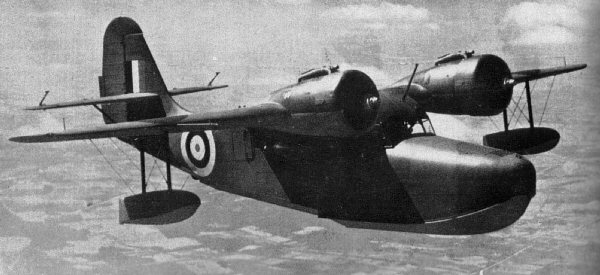
イギリス空軍のグース

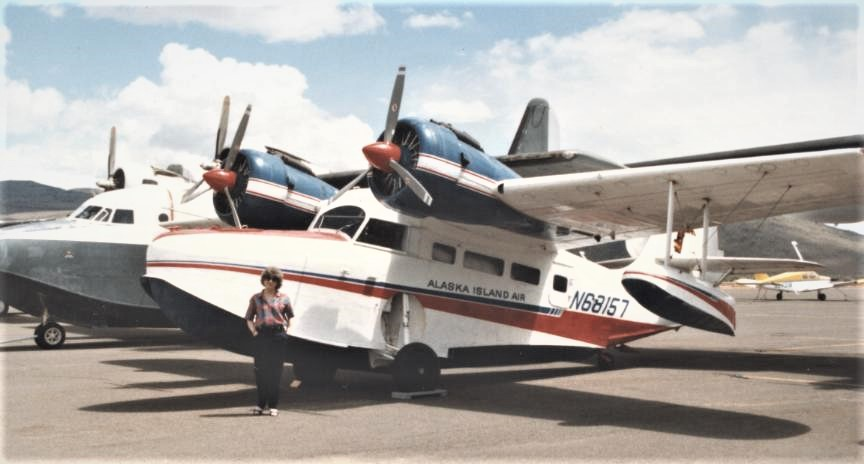
アラスカ・アイランド航空のG-21A(1989)

当初は、マンハッタンの企業や富豪のための「空飛ぶヨット」としてバーや小さなトイレを備え、通常は2-3人の乗客を運ぶ事を想定されており、また小さな航空会社に販売されていた。1938年、G-21は米陸軍航空にOA-9として採用された。後に民間機から転用された機体はOA-13となった。最も多く軍用機となったのは、米海軍用にデザインされたJRFだった。
本機は第二次大戦中、アメリカ沿岸警備隊にも採用され、またカナダ空軍にも輸送、偵察、救助、練習用として採用された。イギリス空軍は海上救助のためにG-21を使用した。イギリス空軍は本機を共通の命名規則によってグースとした。
戦後は民間航空機として、アラスカ州やサンタカタリナ島など僻地への商業航空に利用された。
合計345機の機体が生産され、そのうち約30機が現役である。その多くが個人所有機で、その内いくつかの機体は改良されている。

### 日本での運用

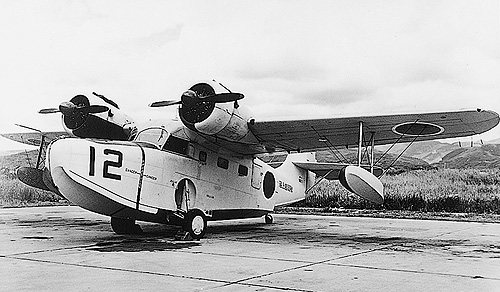
海上自衛隊で使用されたJRF-5

1939年、日本海軍は1機のG-21をグラマン社から輸入し、グラマン水陸両用飛行艇（略符号LXG1）と称して水陸両用飛行艇の実験に使用した。また、太平洋戦争緒戦において、オランダ領東インドで軍用輸送機として用いられていたG-21A 1機がジャワ島で日本軍に鹵獲され、日本本土に空輸された後に陸軍航空技術研究所で性能調査を受けている。
戦後の1955年には10機のJRF-5が米海軍から海上自衛隊に供与され、うち4機が整備後に大村航空隊に配備されて対潜哨戒機や救難機として使用された後、UF-2などに代替される形で退役した。機体の老朽化に加えて、耐波性の悪さなどの小型機故の運用上の難点から、現場からの評価は芳しいものではなかった。1960年には、中日本航空も名古屋 - 志摩および串本間の観光路線用に1機のG-21Aを導入し、1965年まで使用している。

## 派生型

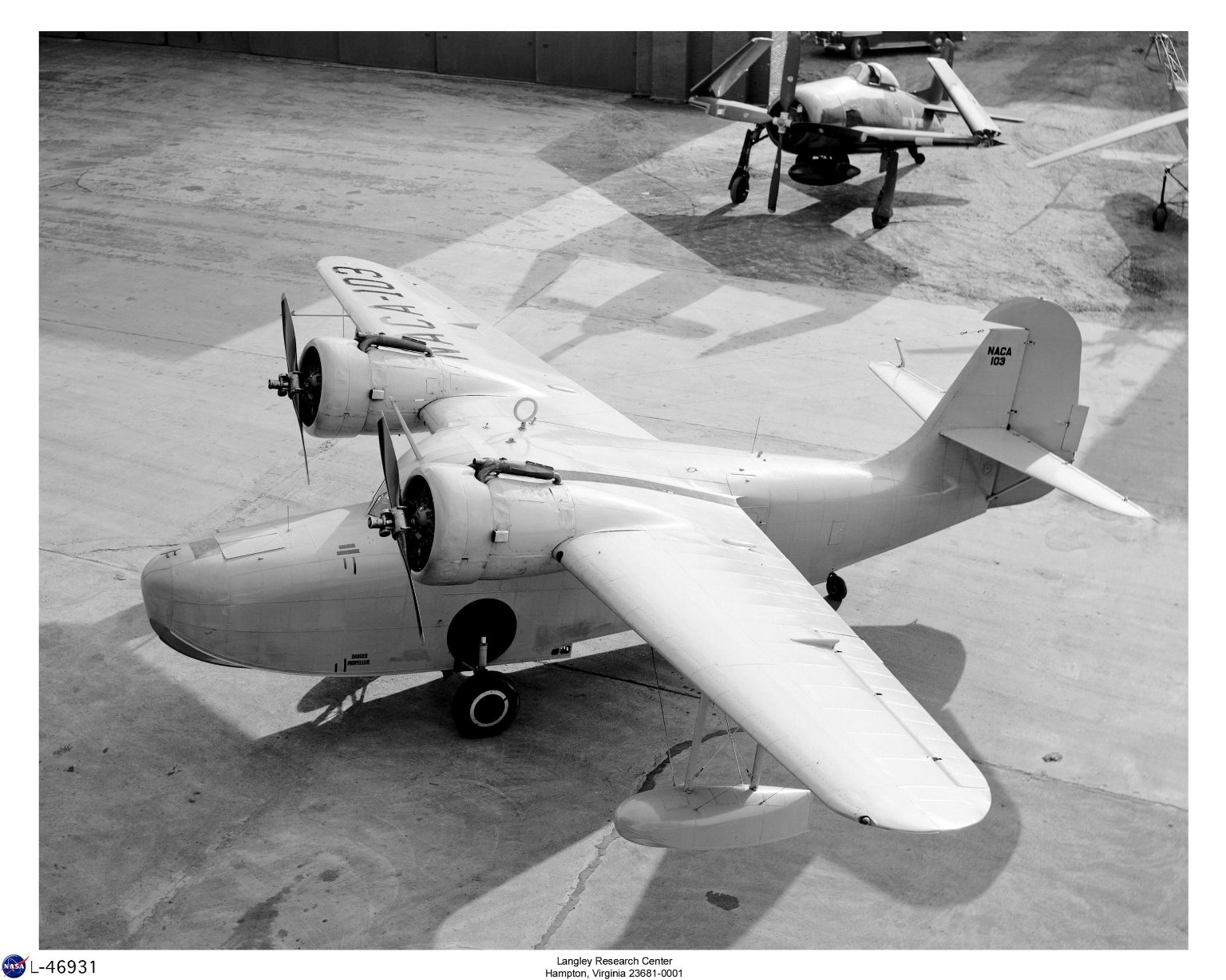
JRF-5

G-21
最初に生産された機種。プラット&ホイットニー・ワスプ・ジュニアSB エンジン（450hps）を2基搭載し、総重量3,400kg（7,500ポンド）、6つの乗客用座席。12機生産され、のちに全ての機体がG-21A規格に変更された。
G-21A
総重量が3,636kg（8,000ポンド）に増えた。30機生産。
G-21B
輸出用沿岸哨戒飛行艇。0.3インチ機関銃が機首と上部ハッチに装備され、45kg（100ポンド）爆弾を翼下に懸架できた。12機がポルトガル海軍航空隊用に生産された。
G-21C
マッキノン社による改良型。ライカミング GSO-480-B2D6 空冷ギアードスーパーチャージャー フラット6エンジン（340hp）4発に乗せ換え、翼に格納される可変式フロート、ガラス繊維のレーダーノーズ、一体形型のフロントグラス、見やすいキャビンの窓が装備された。内部構造を補強した結果、総重量は5,669kg（12,499ポンド）に増加した。1958年から1959年に、2機がピストン駆動のG-21C（シリアルナンバー1201および1202）に変換された。他の2機は、双発550shpのプラット・アンド・ホイットニー・カナダPT6A-20ターボプロップを搭載し、STC SA1320WE G-21C「ハイブリッド」として（シリアルナンバー1203および1204）認定された。2機のG-21C「ハイブリッド」は、その後1968年に変換された10,500ポンドモデルのG-21Eと実際に同一であったが、そのように認定されなかった。
G-21D
1機のG-21Cがマッキノンによって、機首部分を拡張し、左右両側に2つずつの窓とさらに4人分の席増設の改良を受けた。（シリアルナンバー1201から1251。1960年6月にG-21Dとして再認定。）1966年には、プラット・アンド・ホイットニー・カナダ PT6A-20ターボプロップエンジン（550shp）双発に積み替え、アルバレス・カルデロン電気フラップを装備しSTC SA1320WEタービン搭載の改良を受けてG-21Dとして承認された機体が、その後マッキノン「ターボプロップ グース」として認識された。
G-21E
簡易な改良タービン搭載のマッキノンG-21Cを基に、PT6A-20エンジン（オプションとしてPT6A-27ターボプロップエンジン（680shp）も装備可能）を搭載し、燃料タンクを大型化して完全に認定された新型式。12,499ポンドのG-21Cから構造補強材の全てを取り除き、総重量10,500ポンド（4,763kg）。1機が変換された（シリアルナンバー1211）。
G-21F
マッキノンの技術データを使用して、アラスカの合衆国魚類野生生物局（FWS）が改良した、ギャレット TPE331-2UA-203D（715shp）を装備したターボプロップ機。1機が改良されたが、FWS G-21FはFAAによって承認されず、制作された1機はマッキノン製ではないが、G-21G型の設計に適合しているとしてマッキノンG-21Gの修正型として再認定された。
G-21G
マッキノンにより完全に認証された最終モデル。PT6A-27エンジンを搭載、燃料タンクは586USガロン、総重量12,500ポンド。2機が改良された（シリアルナンバー1205と1226）。
XJ3F-1
米海軍用の試作機。8座水陸両用飛行艇。1938年に1機作られた。
JRF-1
XJ3F-1の生産バージョン。米海軍のために5機生産された。
JRF-1A
JRF-1に似ているが、牽引用ギアと偵察カメラ用ハッチが追加された。米海軍用に5機生産。
JRF-2
米沿岸警備隊のために作られたバージョン。担架積載機能が有る。7機生産された。
JRF-3
JRF-2に似ているが、寒冷地での行動支援のために、自動操縦装置や翼端前部に除氷ブーツが追加された。3機生産。
JRF-4
JRF-1Aに似ているが、翼下に2つの爆弾を懸架できる。米海軍用に10機生産。
JRF-5
最も多く生産された型式。JRF-4の爆弾懸架装置、JRF-1Aの偵察カメラと牽引ギア、JRF-3の除氷装置を装備した。184機生産。1953年に1機のJRF-5が米海軍によって油圧スキーを取りつけられ、離着陸のテストに使用された。
JRF-5G
24機のJRF-5が米沿岸警備隊に転用された。
JRF-6B
レンドリース法により、航法訓練のために50機が生産された。
OA-9
アメリカ陸軍航空軍のための、輸送・洋上救助水陸両用飛行艇。1938年に26機が生産され、5機の同型のJRF-6Bが補充された。
OA-13A
軍用機（アメリカ陸軍航空軍）に転用された3機のG-21Aの名称。
OA-13B
2機のJRF-5がアメリカ陸軍航空軍に転用された。
K-16
カマン社がJRF-5をベースに製作した垂直離着陸飛行艇の試作機。主翼がゼネラル・エレクトリック T58ターボプロップエンジン（1,024hp）2基を有するティルトウイングに換装されている。1960年に1機が製作されるも、地上試験段階で計画中止。
グース Mk I
英国海軍航空隊に供給された3機のJRF-5の名称。
グース Mk IA
44機のJRF-6Bがレンドリース法により英海軍に供給され、トリニダードの749海軍航空隊で航法訓練に使用された。
グース Mk II
2機のJRF-5が英国航空委員会によって、アメリカやカナダで人員輸送に使用された。

## 運用

### 軍用
アルゼンチン
 オーストラリア
- オーストラリア空軍

 ボリビア
 ブラジル
 カナダ
- カナダ空軍

 キューバ
 フランス
 ホンジュラス
 日本
- 大日本帝国陸軍 （鹵獲機1機を調査）
- 大日本帝国海軍（研究目的）
- 海上自衛隊

 パラグアイ
- パラグアイ空軍

 ペルー
- ペルー空軍

 ポルトガル
 スウェーデン
- スウェーデン空軍

 イギリス
- イギリス空軍 （24航空戦隊とATA）[26]
- イギリス海軍 （レンドリース法により44機）

 アメリカ
- アメリカ陸軍航空隊
- アメリカ陸軍航空軍
- アメリカ海軍
- アメリカ沿岸警備隊

### 政府機関
アメリカ
- 合衆国魚類野生生物局と土地管理局がそれぞれ数機のG-21を使用した.

 カナダ
- 王立カナダ騎馬警察[27]

### 民間
オーストラリア
- Asiatic Petroleum

 イギリス領ギアナ

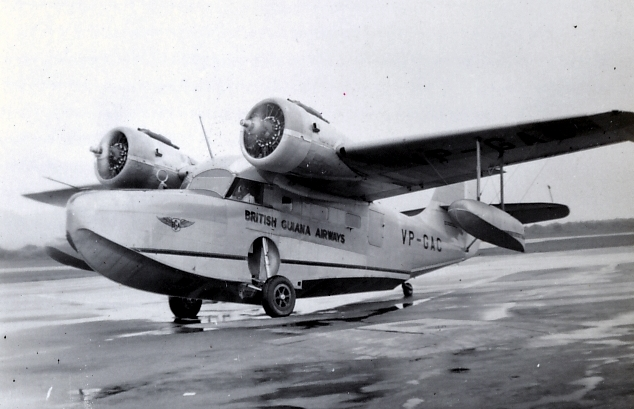
ブリティッシュギアナ航空のグース、トリニダードピアルコ空港、1955年

- British Guiana Airways

 カナダ
- Air BC
- Almon Landair Ltd
- European Coastal Airways
- H.J. O'Connell Supplies
- Oakley Air Ltd Canada
- Pacific Coastal Airlines
- Sioux Narrows Airways
- West Coast Air Services

 オランダ領東インド
- オランダ領インド航空

 フィジー
- Yaukuve Resort

 アイスランド
- Loftleiðir

 日本
- 中日本航空

 ニュージーランド
- マウントクック航空
- Sea Bee Air

 ノルウェー
 アメリカ
- アラスカ航空
- Alaska Coastal Airlines
- Alaska Coastal-Ellis Airlines
- Alaska Island Air
- Alaska Fish and Game
- Amphib. Inc.
- Antilles Air Boats
- Avalon Air Transport
- Catalina Air
- Catalina Channel Airlines
- Chevron of California
- Devcon Construction
- Flight Data Inc.
- フォード・モーター
- ガルフ・オイル
- Kodiak Airways
- Kodiak Western
- North Coast Aero
- Ozark Management
- Pan Air
- PenAir
- Reeve Aleutian Airways
- SouthEast Skyways
- Superior Oil
- Sun Oil Co. (Sunoco)
- Teufel Nurseries
- テキサコ
- Tuthill Corporation
- Virgin Islands Seaplane Shuttle
- Webber Airlines

## 性能(JRF-5)

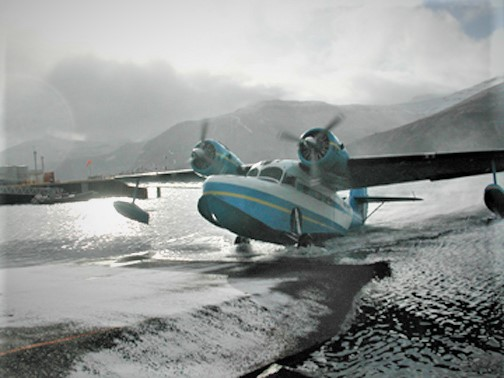
1942年製グラマン・グース。アラスカ、アクタンのPenAir機。

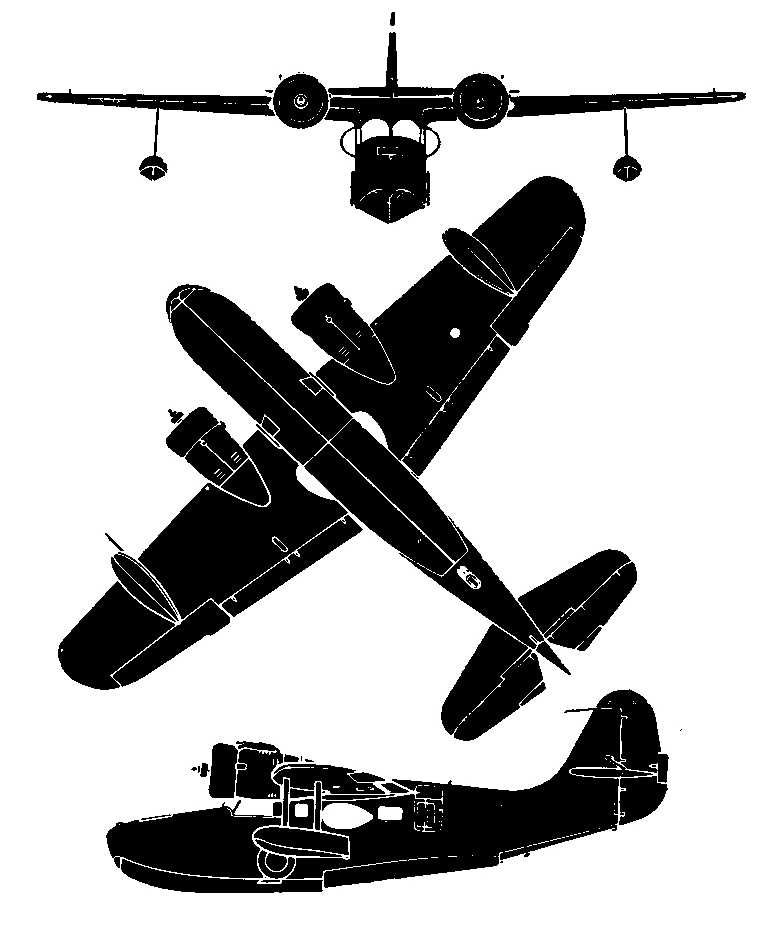
JRF-6B

出典: United States Navy Aircraft since 1911 
諸元
- 乗員: 1-3
- 定員: 5-7
- 全長: 11.74m （38ft 6in）
- 全高: 4.93m （16ft 2in）
- 翼幅: 14.94m（49ft 0in）
- 翼面積: 34.9m2 （375ft2）
- 翼型: Root: NACA 23015, Tip: NACA 23009
- 空虚重量: 2,466kg （5,425lb）
- 運用時重量: 3,636kg （8,000lb）
- 有効搭載量: 1,170kg （2,575lb）
- 最大離陸重量: 3,636kg （8,000lb）
- 動力: R-985 AN-6エンジン 9気筒空冷、350kW （450hp）   × 2

性能
- 最大速度: 324km/h （175kt） 201 mph at 5,000 ft (1,520 m), M0.26
- 巡航速度: 308km/h （166kt） 191mph at 5,000ft (1,520 m), M0.25
- フェリー飛行時航続距離: km （海里）
- 航続距離: 1,030km （557海里） 640mi
- 実用上昇限度: 6,494m （21,300ft）
- 上昇率: 5.6m/s （1,100ft/min）
- 離陸滑走距離: m （ft）
- 着陸滑走距離: m （ft）
- 翼面荷重: 104kg/m2 （21.3lb/ft2）
- 馬力荷重（プロペラ）: 0.19kW/kg （0.11hp/lb）

武装
- 爆弾: 325ポンド爆雷x2 または 250ポンド爆弾x2

## 登場作品

### 映画
『コマンドー』
アリアス一味の飛行艇として登場。これを主人公のジョン・メイトリックスとヒロインのシンディが奪取し、一味のアジトがある小島への移動手段として使用する。シンディからは、「羽の付いたカヌー」と呼ばれる。撮影に供されたのは製造番号1153号(当時の登録番号はN848HP)の機体で、1942年に製造。アメリカ海軍で使用された後に民間に放出され、一時期日本の中日本航空で使用されていた(日本での登録番号はJA5063)。1999年1月に格納庫火災で焼失。